# كبد (الكويت)
كبد، منطقة من مناطق محافظة الجهراء في الكويت.